# Avijõgi
Avijõgi (est. Avijõgi) – rzeka w prowincji Virumaa Zachodnia w Estonii. Rzeka wypływa na południe od miejscowości Muuga w gminie Laekvere. Uchodzi do jeziora Pejpus w miejscowości Alajõe w prowincji Virumaa Wschodnia. Ma długość 52 km i powierzchnię dorzecza 391 km². Przed II wojną światową na rzece pracowało parę młynów wodnych m. in w miejscowościach: Maetsma, Vadi czy Kaevussaare.